# NGC 2100
NGC 2100 là một cụm sao mở trong Đám mây Magellan Lớn, một thiên hà vệ tinh nhỏ của Dải Ngân hà. Các cụm này có tuổi thọ được đo bằng hàng chục hoặc hàng trăm triệu năm, khi cuối cùng chúng phân tán thông qua tương tác hấp dẫn với các cơ thể khác. Vì định dạng của nó xấp xỉ tròn, đôi khi nó bị nhầm thành cụm sao cầu.